# Parantica cerilla
Parantica cerilla är en fjärilsart som beskrevs av Hans Fruhstorfer 1911. Parantica cerilla ingår i släktet Parantica och familjen praktfjärilar. Inga underarter finns listade i Catalogue of Life.